# Чемпионат мира по тяжёлой атлетике 1899
Чемпионат мира по тяжёлой атлетике 1899 года — 3-й чемпионат мира, который прошёл 4 — 5 апреля 1899 года в Милане (Италия). В первенстве приняли участие 5 атлетов из трёх стран.
Чемпионат мира выиграл российский атлет Сергей Елисеев. Он стал первым российским чемпионом мира по тяжёлой атлетике.
Результаты, показанные спортсменами в Милане, по тем временам не слишком высоки. Сергей Елисеев победил соперников, толкнув правой рукой 86,8 килограмма. Годом раньше бронзовый призёр чемпионата мира 1898 года Георг Гаккеншмидт на чемпионате России установил в этом упражнении мировой рекорд — 115,4 килограмма.
Результаты Сергея Елисеева на чемпионате мира 1899 года: толчок правой рукой — 86,8 килограммов, толчок двумя руками — 143,3 килограмма, жим двумя руками — 116,7 килограммов.

## Медалисты
| Вес                | Золото                  | Серебро                 | Бронза                |
| ------------------ | ----------------------- | ----------------------- | --------------------- |
| Открытая категория | Сергей Елисеев (Россия) | Иоганн Рёдль (Германия) | Энрико Скури (Италия) |